# Cordia elliptica
Cordia elliptica är en strävbladig växtart som beskrevs av Olof Swartz. Cordia elliptica ingår i släktet Cordia, och familjen strävbladiga växter. Inga underarter finns listade i Catalogue of Life.